# Fremde Wegameise
Die Fremde Wegameise (Lasius alienus) gehört in der Unterfamilie der Schuppenameisen (Formicinae) zur Gattung der Wegameisen (Lasius).

## Merkmale
Die Arbeiterinnen sind zwei bis vier Millimeter lang. Sie sind dunkelbraun bis schwarz gefärbt, die feine Körperbehaarung ist silbrig und abstehende Haare fehlen weitestgehend. Die Königin ist sieben bis neun Millimeter lang, die Männchen sind drei bis vier Millimeter lang. Die Geschlechtstiere schwärmen zwischen August und September.
Die Fremde Wegameise ähnelt der Schwarzen Wegameise (Lasius niger), allerdings ist sie kleiner als diese und ihr fehlt die längere Körperbehaarung. Vor allem am Fühlerschaft und an den Beinen ist die Schwarze Wegameise viel deutlicher behaart.

## Verbreitung und Lebensraum
Die Fremde Wegameise ist in ganz Mitteleuropa verbreitet und kommt recht häufig vor. Sie bevorzugt ungestörte Landstriche und lebt an kargen und schwach bewachsenen Standorten, die zu trocken für andere Wegameisen sind.

## Lebensweise
Die Fremde Wegameise bildet individuenreiche, monogyne Staaten. Sie ernährt sich vorwiegend von Insekten und dem Honigtau der Blatt-, Schild- und Wurzelläuse. Ihre Nester legt sie meist unter Steinen an, selten im offenen Feld.